# 892

سنة 892 كانت سنة كبيسة تبدأ يوم السبت (سوف يظهر الرابط التقويم الكامل للعام) حسب التقويم اليولياني.

## أحداث
- أرنولف من كارينثيا ينطلق مع حلفائه المجريين لغزو مورافيا العظمى.

## مواليد
- عماد الدولة الديلمي

## وفيات
- أبو العباس أحمد المعتمد على الله
- أبو عيسى محمد الترمذي
- البلاذري